# Bachratka mexická
Bachratka mexická (Rhinophrynus dorsalis) je jediný druh žab rodu bachratek (Rhinophrynus) a zároveň i čeledi bachratkovitých (Rhinophrynidae). Je rozšířena na východním a západním pobřeží Střední Ameriky.
Tělo mají zavalité a dorůstají do délky 8 cm. Nohy jsou krátké ale silné, dobře přizpůsobené k hrabání.
Oči jsou poměrně malé. Většinu života stráví v zemi, ale vajíčka klade do vody.
Synonyma čeledi Rhinophrynidae
- Rhinophrinidae (Günther; Frost et al., 2006)
- Rhinophrynina (Günther, 1859)